# Hulunbuir
Hulunbuir és una ciutat a nivell de prefectura al nord-est de Mongòlia Interior, a la República Popular de la Xina. El seu centre administratiu es troba al districte de Hailar.
Hulun Buir limita amb Rússia al nord i a l'oest, Mongòlia al sud i a l'oest, la província de Heilongjiang a l'est i la Lliga Hinggan al sud. Hulunbuir és una zona lingüísticament diversa: al costat del xinès mandarí, s'hi parlen dialectes mongols com el khorchin i el buriat, la llengua mongol daur i algunes llengües tungúsiques, com ara l'oroqen i el solon.

## Història
La República de Hulunbuir o Burga fou un estat de la Mongòlia Interior a la Xina que es va declarar independent el 1911, i va subsistir fins al 1913. La capital va ser Hailar. Es va declarar independent després del Conflicte Sinosoviètic el 12 de desembre de 1929, amb capital a Khailar, i que no va subsistir més que uns mesos.